# تراموا آوگسبورگ
تراموا آوگسبورگ (آلمانی: Straßenbahnnetz Augsburg) سیستم تراموا که در شهر آوگسبورگ، آلمان است.
این تراموا در سال ۱۸۸۱ با نیروی حرکتی اسب تأسیس و در سال ۱۸۹۸ برقی شده‌است، تراموا آوگسبورگ دارای ۷ خط، ۹۲ ایستگاه و ۴۵٫۴ کیلومتر طول می‌باشد.

## نگارخانه

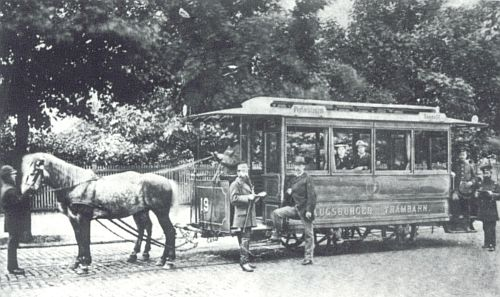
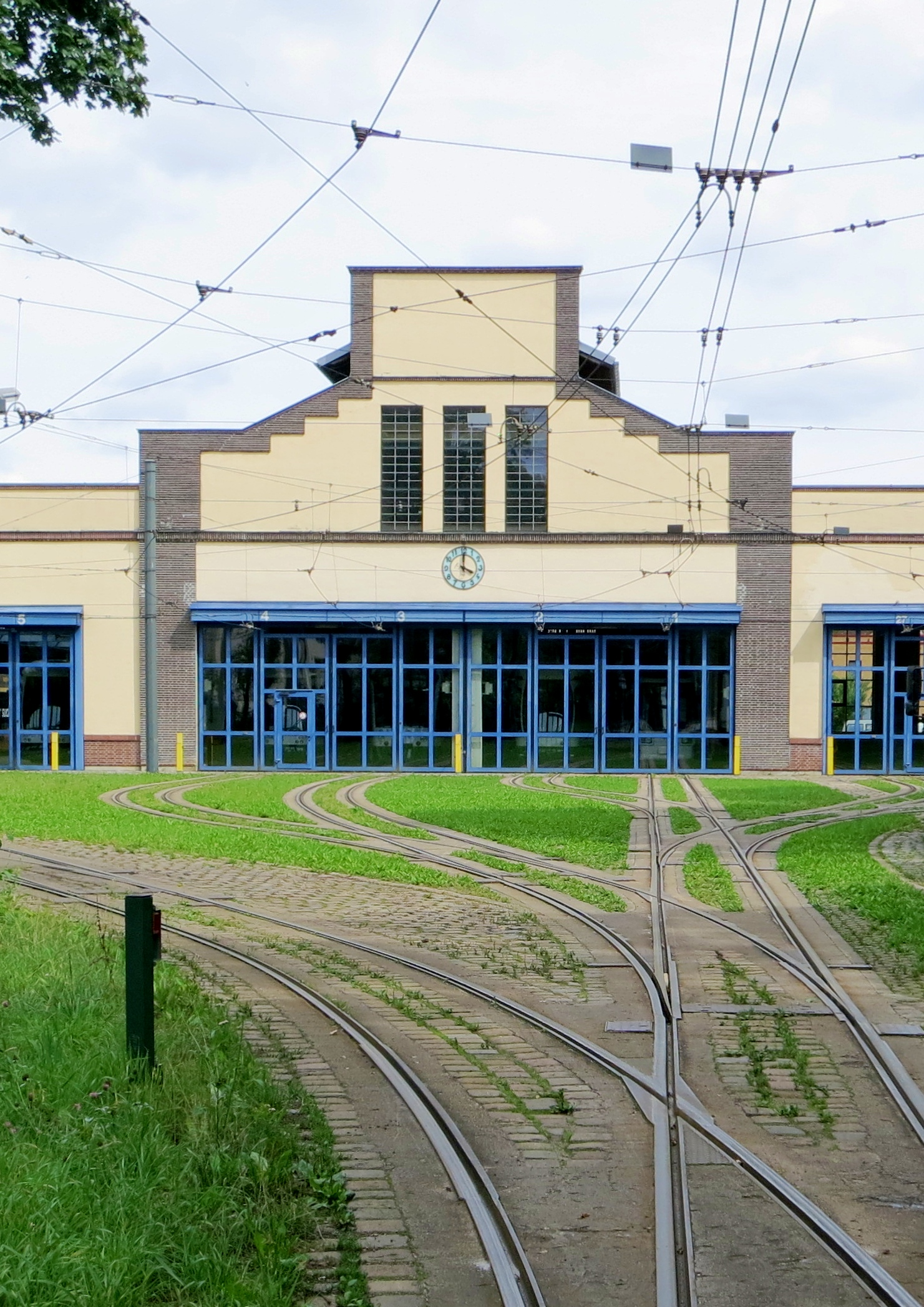
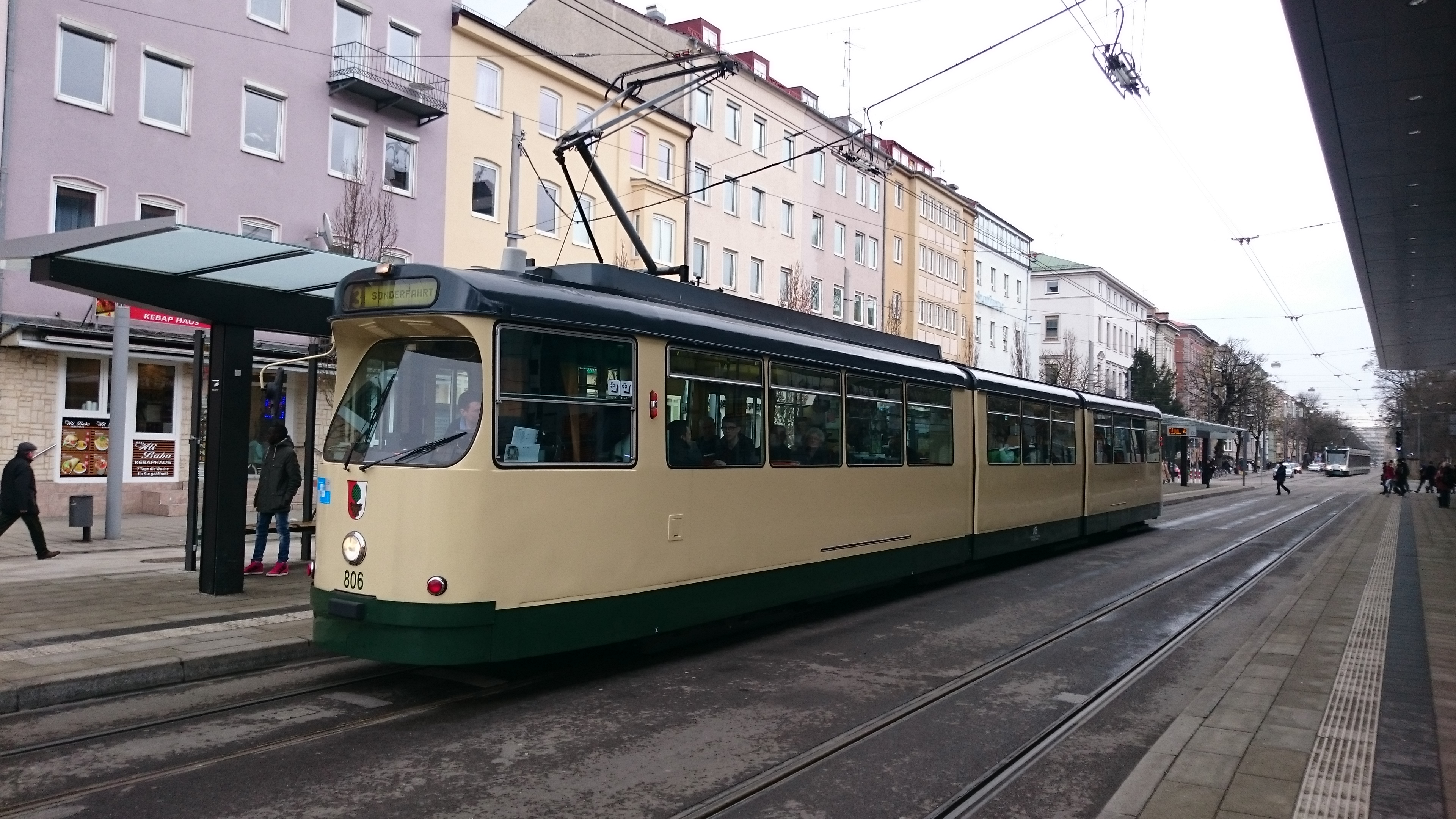
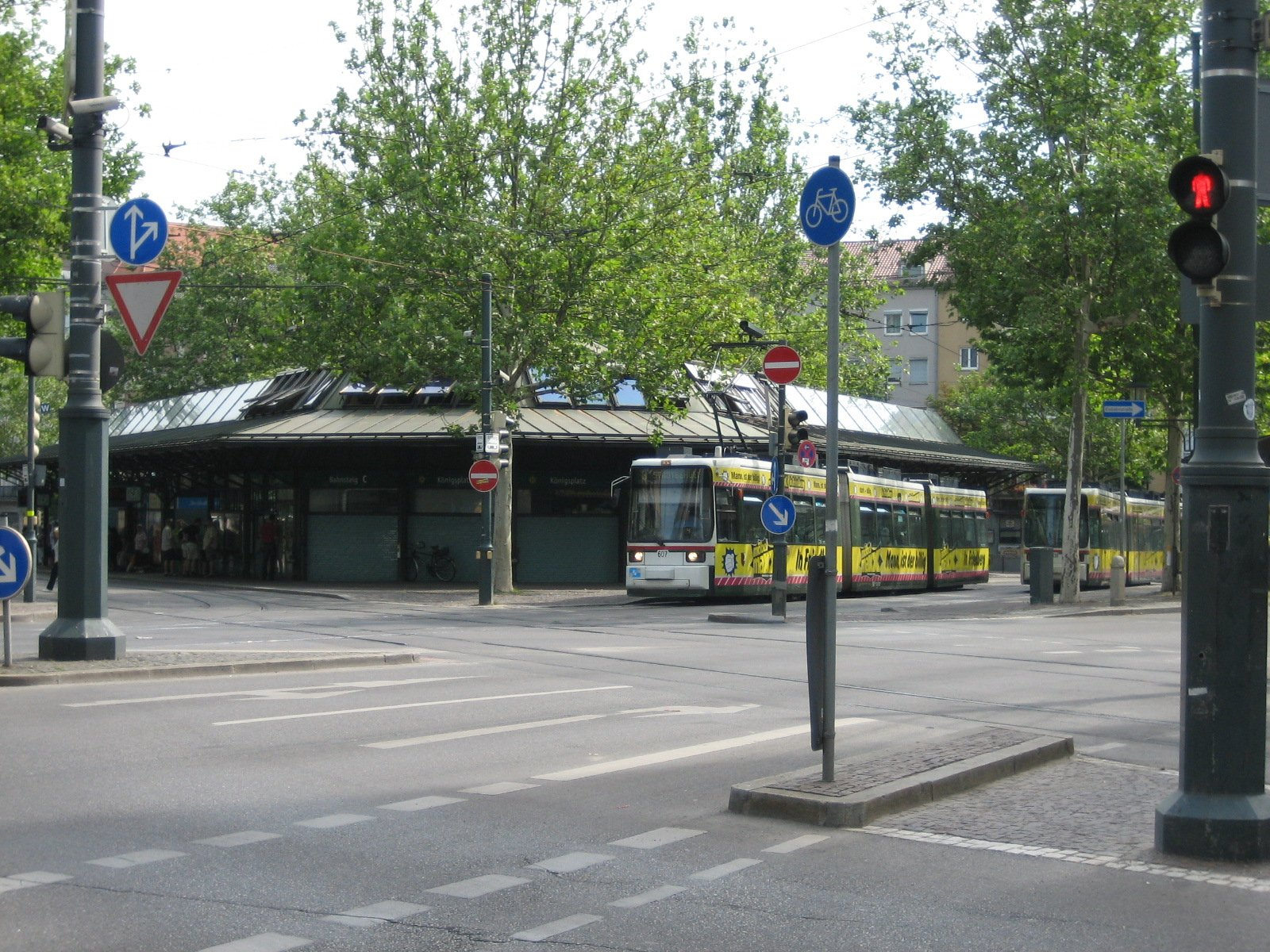